# Liste des œuvres de Dietrich Buxtehude
La liste des œuvres de Dietrich Buxtehude suit la numérotation BuxWV (Buxtehude-Werke-Verzeichnis) du catalogue thématique de Georg Karstädt publié en 1974. Le classement n'est donc pas chronologique.
Une classification avait été établi dans les années 1950 par Josef Hedar (sv) pour les œuvres pour orgue. Elle fut utilisée par les organistes et pour la discographie; la numérotation commence par un H.
Les quatorze sonates en trio (BuxWV 252–265) sont les seules œuvres de Buxtehude publiées de son vivant, en deux volumes, les sept premières étant réunies sous l'opus 1 et les sept suivantes sous l'opus 2.

## Œuvres vocales (1-135)

### Cantates(1-112)

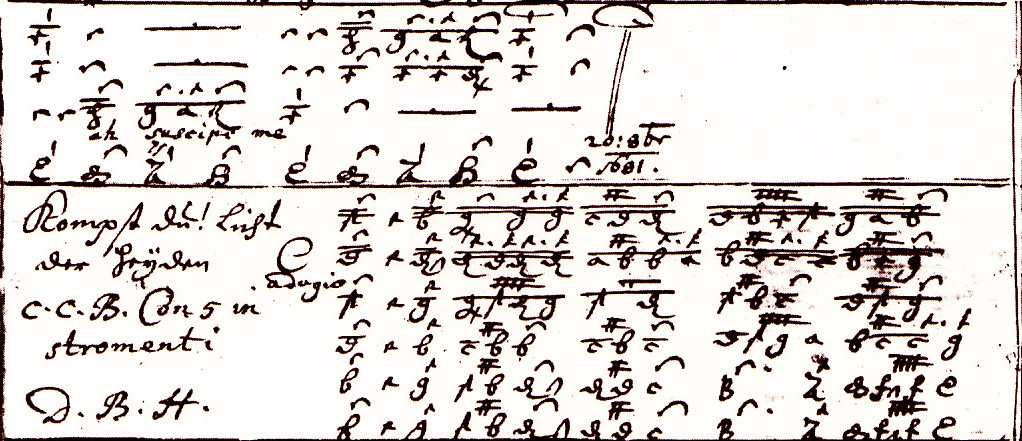
Tablature d'orgue pour la cantate BuxWV 83 (O dulcis Jesu)

- BuxWV 1 — Accedite gentes, accurite populi (authenticité douteuse[2])
- BuxWV 2 — Afferte Domino gloriam honorem
- BuxWV 3 — All solch dein Güt wir preisen
- BuxWV 4 — Alles, was ihr tut mit Worten oder mit Werken
- BuxWV 5 — Also hat Gott die Welt geliebet
- BuxWV 6 — An filius non est Dei, fons gratiae salus rei
- BuxWV 7 — Aperite mihi portas justitiae
- BuxWV 8 — Att du, Jesu, will mig höra (authenticité douteuse[2])
- BuxWV 9 — Bedenke, Mensch, das Ende, bedenke dienen Tod
- BuxWV 10 — Befiehl dem Engel, daß er komm
- BuxWV 11 — Canite Jesu nostro citharae, cymbala, organa
- BuxWV 12 — Cantate Domino canticum novum
- BuxWV 13 — Das neugeborne Kindelein, das herzeliebe Jesulein
- BuxWV 14 — Dein edles Herz, der Liebe Thron
- BuxWV 15 — Der Herr ist mit mir
- BuxWV 16 — Dies ist der Tag (perdu)
- BuxWV 17 — Dixit Dominus Domino meo
- BuxWV 18 — Domine, salvum fac regem et exaudi nos
- BuxWV 19 — Drei schöne Dinge sind
- BuxWV 20 — Du Friedenfürst, Herr Jesu Christ
- BuxWV 21 — Du Friedenfürst, Herr Jesu Christ
- BuxWV 22 — Du Lebensfürst, Herr Jesu Christ
- BuxWV 23 — Ecce nunc benedicite Domino
- BuxWV 24 — Eins bitte ich vom Herrn
- BuxWV 25 — Entreißt euch, meine Sinnen
- BuxWV 26 — Erfreue dich, Erde! Du Himmel erschall!
- BuxWV 27 — Erhalt uns, Herr, bei deinem Wort
- BuxWV 28 — Fallax mundus ornat vultus
- BuxWV 29 — Frohlocket mit Händen
- BuxWV 30 — Fürchtet euch nicht, siehe ich verkündige euch große Freude
- BuxWV 31 — Fürwahr, er trug unsere Krankheit
- BuxWV 32 — Gen Himmel zu dem Vater mein
- BuxWV 33 — Gott fähret auf mit Jauchzen
- BuxWV 34 — Gott hilf mir, denn das Wasser geht mit bis an die Seele
- BuxWV 35 — Herr, auf dich traue ich
- BuxWV 36 — Herr, ich lasse dich nicht
- BuxWV 37 — Herr, nun läßt du deinen Diener in Frieden fahren
- BuxWV 38 — Herr, wenn ich nur dich hab
- BuxWV 39 — Herr, wenn ich nur dich habe
- BuxWV 40 — Herren var Gud - Der Herr erhöre dich
- BuxWV 41 — Herzlich lieb hab ich dich, o Herr
- BuxWV 42 — Herzlich tut mich verlangen
- BuxWV 43 — Heut triumphieret Gottes Sohn (authenticité douteuse[2])
- BuxWV 44 — Ich bin die Auferstehung und das Leben
- BuxWV 45 — Ich bin eine Blume zu Saron
- BuxWV 46 — Ich habe Lust abzuscheiden
- BuxWV 47 — Ich habe Lust abzuscheiden
- BuxWV 48 — Ich halte es dafür, daß dieser Zeit Leiden der Herrlichkeit nicht wert sei
- BuxWV 49 — Ich sprach in meinem Herzen
- BuxWV 50 — Ich suchte des Nachts in meinem Bette
- BuxWV 51 — Ihr lieben Christen, freut euch nun
- BuxWV 52 — In dulci jubilo, nun singet und seid froh!
- BuxWV 53 — In te, Domine, speravi. Non confundat in aeternum
- BuxWV 54 — Ist est recht, daß man dem Kaiser Zinse gebe oder nicht?
- BuxWV 55 — Je höher du bist, je mehr dich demütige
- BuxWV 56 — Jesu dulcis memoria
- BuxWV 57 — Jesu dulcis memoria
- BuxWV 58 — Jesu komm mein Trost und Lachen
- BuxWV 59 — Jesu meine Freud und Lust
- BuxWV 60 — Jesu meine Freude, meines Herzens Weide
- BuxWV 61 — Jesu, meiner Freuden Meister
- BuxWV 62 — Jesu, meines Lebens Leben
- BuxWV 63 — Jesulein, du Tausendschön, Blümlein aus dem Himmelsgarten
- BuxWV 64 — Jubilate Domino, omnis terra
- BuxWV 65 — Klinget mit Freuden, ihr klaron Klarinen
- BuxWV 66 — Kommst du, Licht der Heiden
- BuxWV 67 — Lauda anima mea Dominum
- BuxWV 68 — Lauda Sion Salvatorem
- BuxWV 69 — Laudate pueri, Dominum, laudate nomen Domini
- BuxWV 70 — Liebster, meine Seele saget mit durchaus verliebtem Sinn
- BuxWV 71 — Lobe den Herrn, meine Seele
- BuxWV 72 — Mein Gemüt erfreuet sich
- BuxWV 73 — Mein Herz ist bereit, Gott, daß ich singe und lobe
- BuxWV 74 — Meine Seele, willtu ruhn

- BuxWV 75 — Membra Jesu Nostri

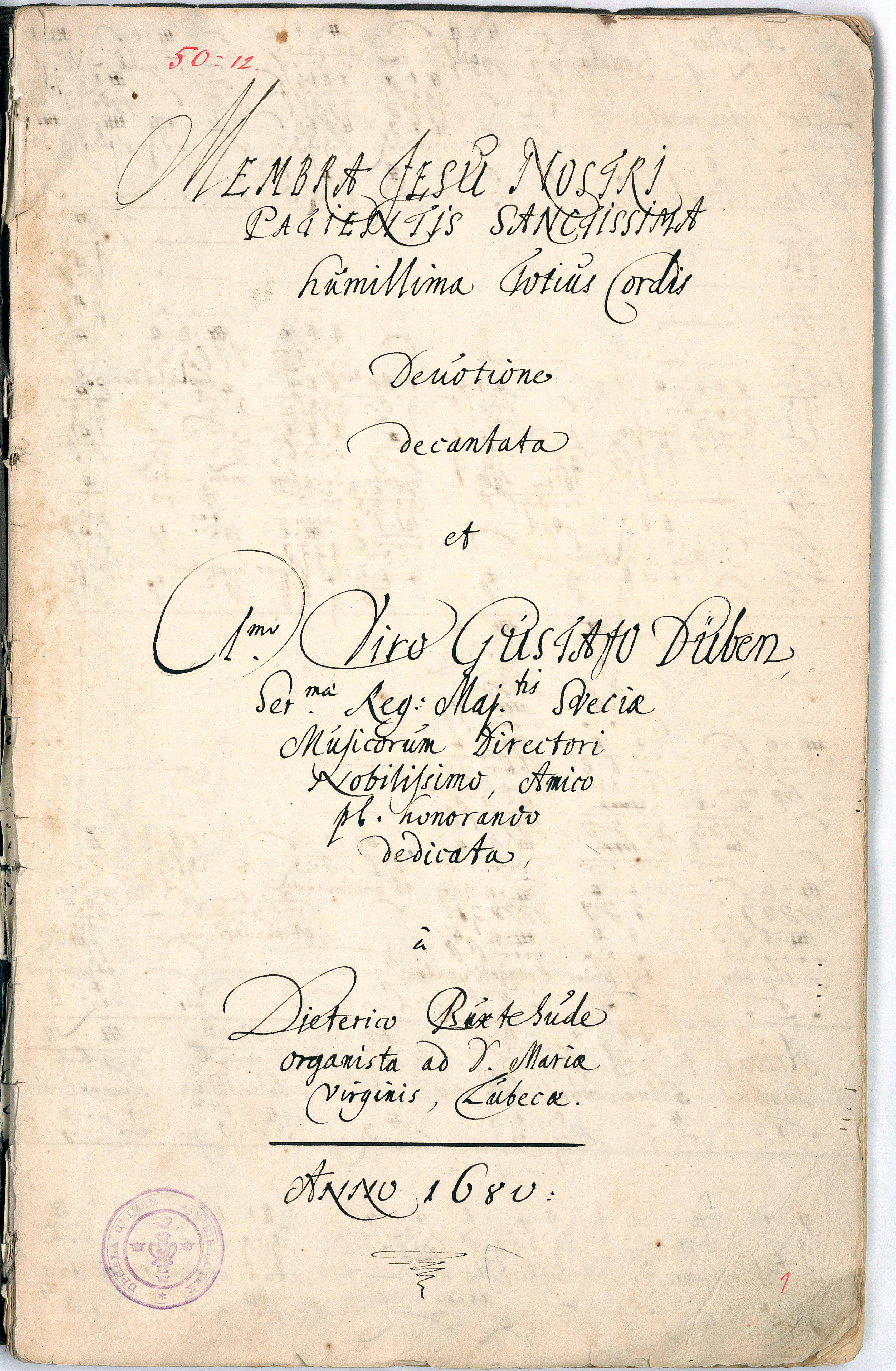
Cantate BuxWX 75
Membra Jesu Nostri

  - BuxWV 75/1 — Ad pedes: Ecce super montes
  - BuxWV 75/2 — Ad genua: Ad ubera portabimini
  - BuxWV 75/3 — Ad manus: Quid sunt plagae istae
  - BuxWV 75/4 — Ad latus: Surge amica mea
  - BuxWV 75/5 — Ad pectus: Sicut modo geniti infantes
  - BuxWV 75/6 — Ad cor: Vulnerasti cor meum
  - BuxWV 75/7 — Ad faciem: Illustra faciem tuam
- BuxWV 76 — Fried- und freudenreiche Hinfahrt
  - BuxWV 76/1 — Mit Fried und Freud
  - BuxWV 76/2 — Klag-Lied: Muss der Tod denn auch entbinden
- BuxWV 77 — Nichts soll uns scheiden von der Liebe Gottes
- BuxWV 78 — Nimm von uns, Herr, du treuer Gott
- BuxWV 79 — Nun danket alle Gott
- BuxWV 80 — Nun freut euch, ihr Frommen, mit nir
- BuxWV 81 — Nun laßt uns Gott dem Herren Dank sagen
- BuxWV 82 — O clemens, o mitis, o coelestis Pater
- BuxWV 83 — O dulcis Jesu, o amor cordis mei
- BuxWV 84 — O fröhliche Stunden, o fröhliche Zeit
- BuxWV 85 — O fröhliche Stunden, o herrliche Zeit
- BuxWV 86 — O Gott, wir danken deiner Güt’
- BuxWV 87 — O Gottes Stadt, o güldnes Licht
- BuxWV 88 — O Jesu mi dulcissime
- BuxWV 89 — O lux beata Trinitas et principalis unitas
- BuxWV 90 — O wie selig sind, die zu dem Abendmahl des Lammes berufen sind
- BuxWV 91 — Pange lingua gloriosi, corporis mysterium
- BuxWV 92 — Quemadmodum desiderat cervus
- BuxWV 93 — Salve desiderium, salve clamor gentium
- BuxWV 94 — Salve, Jesu, Patris gnate unigenite
- BuxWV 95 — Schaffe in mir, Gott, ein rein Herz
- BuxWV 96 — Schwinget euch himmelan, Herzen und Sinnen
- BuxWV 97 — Sicut Moses exaltavit serpentem
- BuxWV 98 — Singet dem Herren ein neues Lied
- BuxWV 99 — Surrexit Christus hodie
- BuxWV 100 — Wachet auf, ruft uns die Stimme
- BuxWV 101 — Wachet auf, ruft uns die Stimme [ut majeur] (authenticité douteuse[2])
- BuxWV 102 — Wär Gott nicht mit uns diese Zeit
- BuxWV 103 — Walts Gott, mein Werk ich lasse
- BuxWV 104 — Was frag ich nach der Welt und allen ihren Schätzen
- BuxWV 105 — Was micht auf dieser Welt betrubt
- BuxWV 106 — Welt packe dich, ich sehne mich nur nach dem Himmel
- BuxWV 107 — Wenn ich, Herr Jesu, habe dich
- BuxWV 108 — Wie schmekt es so lieblich und wohl
- BuxWV 109 — Wie soll ich dich empfangen
- BuxWV 110 — Wie wird erneuet, wie wird erfreuet
- BuxWV 111 — Wo ist doch mein Freund gelieben?
- BuxWV 112 — Wo soll ich fliehen hin?

### Œuvres liturgiques (113-114)
- BuxWV 113 — Motet pour six chœurs Benedicam Dominum in omni tempore
- BuxWV 114 — Missa alla brevis

### Musiques nuptiales (115-122)
- BuxWV 115 — Aria Auf, Saiten, auf! Lasst euren Schall erklingen!
- BuxWV 116 — Aria Auf, stimmet die Saiten, Gott Phoebus tritt ein
- BuxWV 117 — Aria Deh credete il vostro vanto
- BuxWV 118 — Aria Gestreuet mit Bleumen
- BuxWV 119 — Aria Klinget für Freuden, ihr larmen Klarinen
- BuxWV 120 — Aria O fröhliche Stunden, o herrlicher Tag
- BuxWV 121 — Aria Opachi boschetti (fragment)
- BuxWV 122 — Aria Schlagt, Künstler, die Pauken und Saiten

### Canons vocaux (123-124a)
- BuxWV 123 — Canon duplex per Augmentationem
- BuxWV 124 — Divertissons-nous aujourd'hui, canon à 3 in Epidiapente et Epidiapason
- BuxWV 124/1 — Canon quadruplex

### Œuvres perdues (125-127)
- BuxWV 125 — Motet Christum lieb haben ist viel besser (perdu)
- BuxWV 126 — Musique pour la dédicace de l'autel de Fredenhagen (ou de Sainte-Marie de Lübeck ?) (perdu)
- BuxWV 127 — Motet Pallidi salvete (perdu)

### Veillées musicales (Abendmusiken, 128-135)
- BuxWV 128 — Die Hochzeit des Lammes / Und die Freudenvolle Einholung der Braut zu derselben (perdu)
- BuxWV 129 — Das allerschrocklichste und Allererfreulichste, memlich Ende der Zeit und Anfang der Ewigkeit (perdu)
- BuxWV 130 — Himmlische Seelenlust auf Erden (perdu)
- BuxWV 131 — Der verlorene Sohn (perdu)
- BuxWV 132 — Hundertjähriges Gedichte (perdu)
- BuxWV 133 — Cinq Abendmusiken de 1700
- BuxWV 134 — Castrum Doloris (perdu)
- BuxWV 135 — Templum Honoris (perdu)

## Œuvres instrumentales (136-275)

### Œuvres pour orgue (136-224)

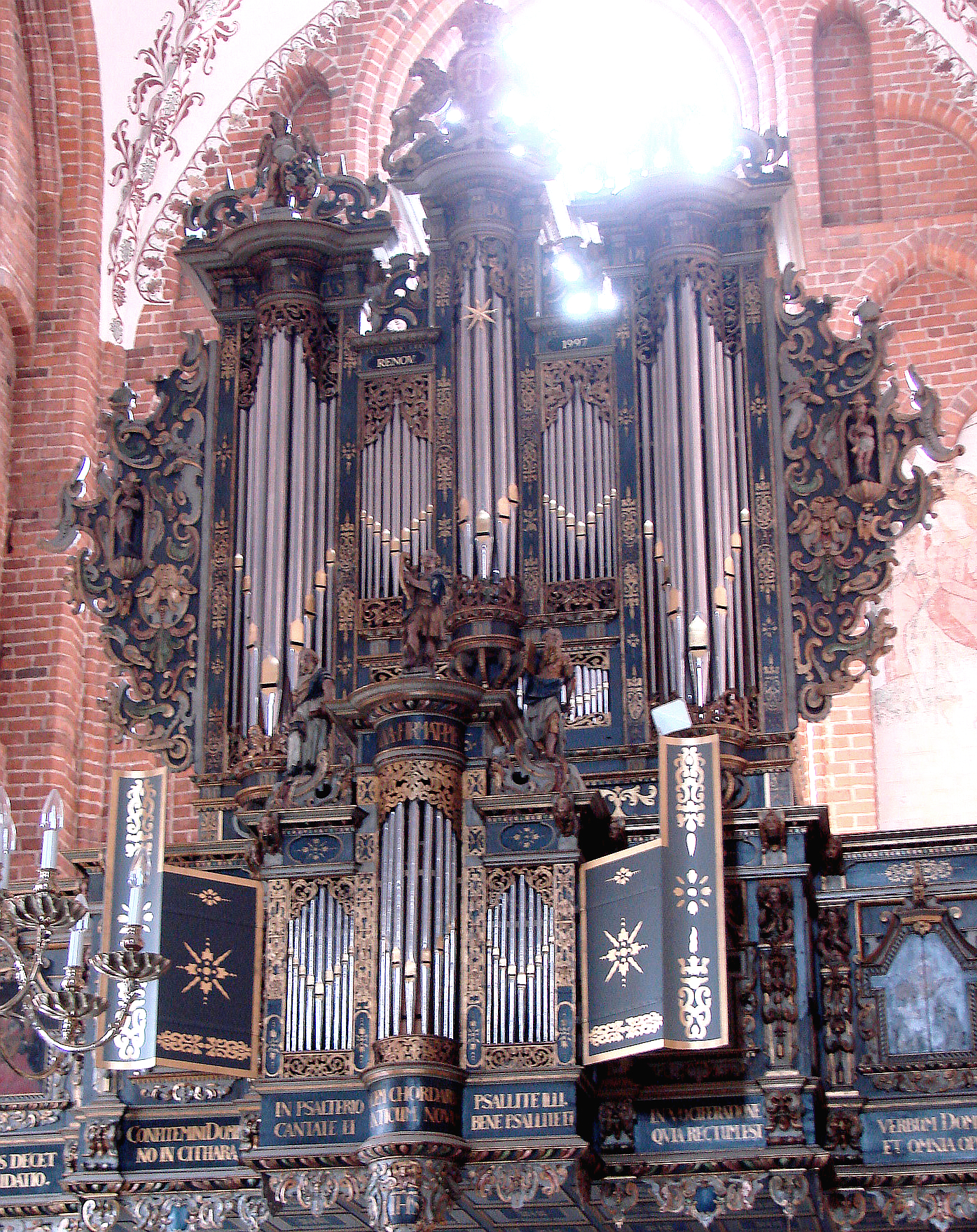
Orgue de Sainte-Marie d'Elseneur, dont Dietrich Buxtehude fut titulaire de 1660 à 1668.

#### Pièces librespedaliter(136-161)
- BuxWV 136 — Prélude en ut majeur
- BuxWV 137 / H. II/1 — Prélude en ut majeur [Prélude, Fugue, Chaconne]
- BuxWV 138 — Prélude en ut majeur
- BuxWV 139 — Prélude en ré majeur
- BuxWV 140 — Prélude in ré mineur
- BuxWV 141 — Prélude en mi majeur
- BuxWV 142 — Prélude en mi mineur
- BuxWV 143 — Prélude en mi mineur
- BuxWV 144 — Prélude en fa majeur
- BuxWV 145 — Prélude en fa majeur
- BuxWV 146 — Prélude en fa dièse mineur
- BuxWV 147 — Prélude en sol majeur
- BuxWV 148 — Prélude en sol mineur
- BuxWV 149 / H. II/24 — Prélude en sol mineur
- BuxWV 150 — Prélude en sol mineur
- BuxWV 151 — Prélude en la majeur
- BuxWV 152 — Prélude « phrygien » en la mineur
- BuxWV 153 — Prélude en la mineur
- BuxWV 154 — Prélude en si bémol majeur
- BuxWV 155 — Toccata en ré mineur
- BuxWV 156 — Toccata en fa majeur
- BuxWV 157 / H. II/18 — Toccata en fa majeur
- BuxWV 158 — Præambulum en la mineur
- BuxWV 159 — Chaconne en ut mineur
- BuxWV 160 / H. I/2 — Chaconne en mi mineur
- BuxWV 161 — Passacaille en ré mineur

#### Pièces libresmanualiter(162-176)
- BuxWV 162 — Prélude en sol majeur
- BuxWV 163 — Prélude en sol mineur
- BuxWV 164 — Toccata en sol majeur
- BuxWV 165 — Toccata en sol majeur
- BuxWV 166 — Canzona en ut majeur
- BuxWV 167 — Canzonetta en ut majeur
- BuxWV 168 — Canzonetta en ré mineur
- BuxWV 169 — Canzonetta en mi mineur
- BuxWV 170 / H. I/7 — Canzona en sol majeur
- BuxWV 171 — Canzonetta en sol majeur
- BuxWV 172 — Canzonetta en sol majeur
- BuxWV 173 — Canzonetta en sol mineur
- BuxWV 174 — Fugue en ut majeur
- BuxWV 175 — Fugue en sol majeur
- BuxWV 176 — Fugue en si bémol majeur

#### Élaborations sur chorals (177-224)
- BuxWV 177 — Ach Gott und Herr (variations)
- BuxWV 178 — Ach Herr, mich armen Sünder (prélude)
- BuxWV 179 — Auf meinen lieben Gott (variations)
- BuxWV 180 — Christ, unser Herr, zum Jordan kam (prélude
- BuxWV 181 — Danket dem Herren, denn er ist sehr freundlich (variations)
- BuxWV 182 / H. IV/3 — Der Tag, der ist so freudenreich (prélude)
- BuxWV 183 — Durch Adams Fall ist ganz verderbt (prélude)
- BuxWV 184 — Ein feste Burg ist unser Gott (prélude)
- BuxWV 185 — Erhalt uns, Herr, bei deinem Wort (prélude)
- BuxWV 186 — Es ist das Heil uns kommen her (prélude)
- BuxWV 187 — Es spricht der Unweisen Mund wohl (prélude)
- BuxWV 188 — Gelobet seist du, Jesu Christ (fantaisie)
- BuxWV 189 / H. IV/9 — Gelobet seist du, Jesu Christ (prélude)
- BuxWV 190 — Gott der Vater wohn uns bei (prélude)
- BuxWV 191 — Herr Christ, der einig Gottes Sohn (prélude)
- BuxWV 192 — Herr Christ, der einig Gottes Sohn (prélude)
- BuxWV 193 — Herr Jesu Christ, ich weiß gar wohl (prélude)
- BuxWV 194 — Ich dank dir, lieber Herre (fantaisie)
- BuxWV 195 — Ich dank dir schon durch deinen Sohn (fantaisie)
- BuxWV 196 — Ich ruf zu dir, Herr Jesu Christ (fantaisie)
- BuxWV 197 / H. IV/14 — In dulci jubilo (prélude)
- BuxWV 198 — Jesus Christus, unser Heiland, der den Tod überwand (prélude)
- BuxWV 199 — Komm, heiliger Geist, Herre Gott (prélude)
- BuxWV 200 — Komm, heiliger Geist, Herre Gott (prélude)
- BuxWV 201 — Kommt her zu mir, spricht Gottes Sohn (prélude)
- BuxWV 202 / H. IV/17 — Lobt Gott, ihr Christen, allzugleich (prélude)
- BuxWV 203 — Magnificat Primi Toni (fantaisie)
- BuxWV 204 — Magnificat Primi Toni (fantaisie)
- BuxWV 205 — Magnificat Noni Toni (variations)
- BuxWV 206 — Mensch, willt du leben seliglich (prélude)
- BuxWV 207 — Nimm von uns, Herr, du treuer Gott [Vater unser] (variations)
- BuxWV 208 — Nun bitten wir den heiligen Geist (prélude)
- BuxWV 209 — Nun bitten wir den heiligen Geist (prélude)
- BuxWV 210 — Nun freut euch, lieben Christen g'mein (fantaisie)
- BuxWV 211 / H. IV/20 — Nun komm, der Heiden Heiland (prélude)
- BuxWV 212 — Nun lob, mein Seel, den Herren [en ut, en écho] (prélude)
- BuxWV 213 — Nun lob, mein Seel, den Herren [en sol] (variations)
- BuxWV 214 — Nun lob, mein Seel, den Herren [en sol] (prélude)
- BuxWV 215 — Nun lob, mein Seel, den Herren [en sol, manualiter] (prélude)
- BuxWV 216 — O Lux beata, Trinitas [manualiter] (prélude)
- BuxWV 217 / H. IV/21 — Puer natus est in Bethlehem (prélude)
- BuxWV 218 — Te Deum laudamus (fantaisie)
- BuxWV 219 — Vater unser im Himmelreich (prélude)
- BuxWV 220 — Von Gott will ich nicht lassen (prélude)
- BuxWV 221 — Von Gott will ich nicht lassen (prélude)
- BuxWV 222 — War Gott nicht mit uns diese Zeit (prélude)
- BuxWV 223 / H. III, II/8 — Wie schön leuchtet der Morgenstern (fantaisie)
- BuxWV 224 — Wir danken dir, Herr Jesu Christ (prélude)

### Œuvres pour clavecin (225-251)
- BuxWV 225 — Canzonetta en la mineur

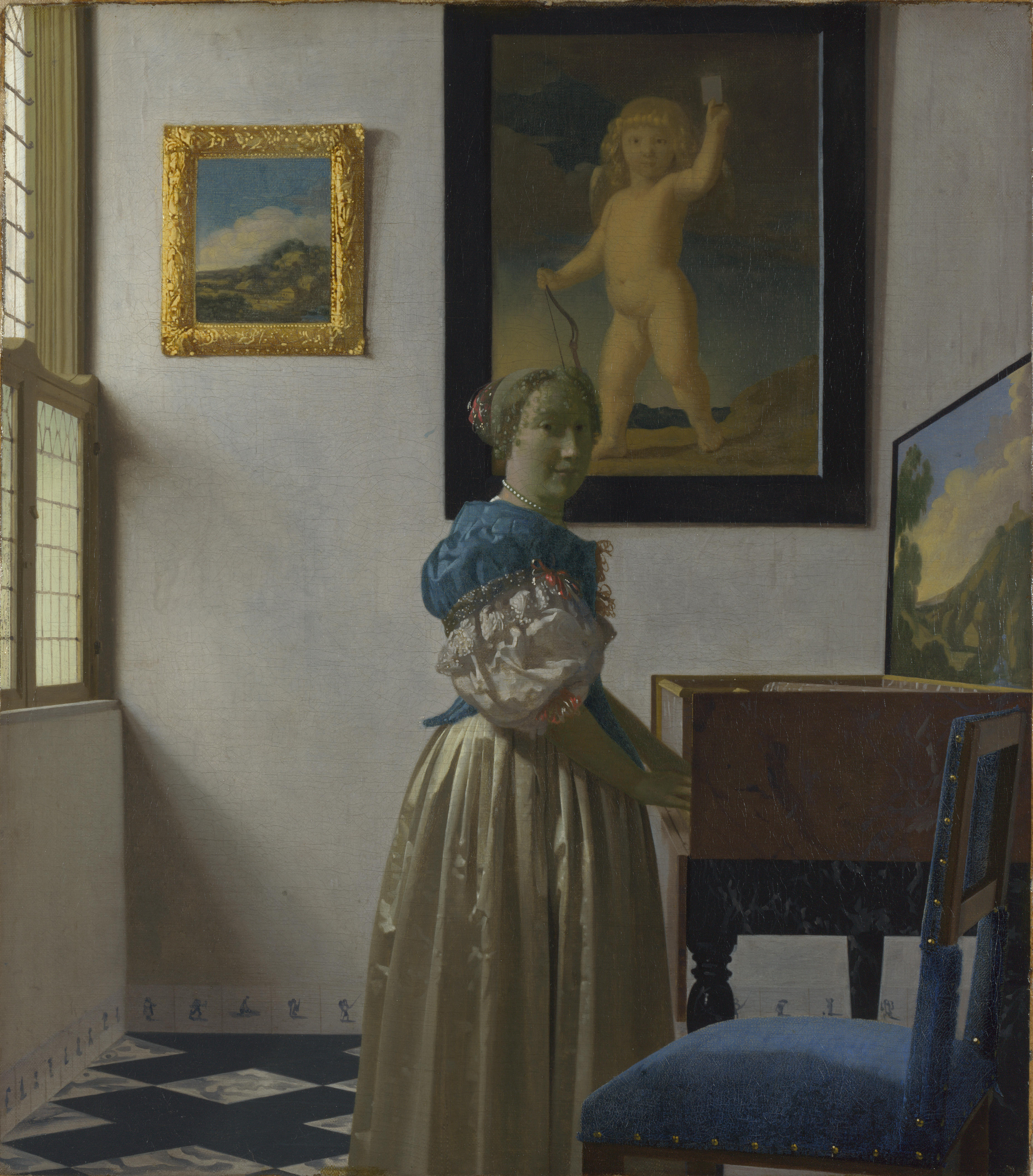
Dame debout au clavecin, de Johannes Vermeer

#### Suites (226-244)
- BuxWV 226 — Suite en ut majeur
- BuxWV 227 — Suite en ut majeur
- BuxWV 228 — Suite en ut majeur
- BuxWV 229 — Suite en ut majeur
- BuxWV 230 — Suite en ut majeur
- BuxWV 231 — Suite en ut majeur
- BuxWV 232 — Suite en ré majeur
- BuxWV 233 — Suite « d'amour » en ré mineur
- BuxWV 234 — Suite en ré mineur
- BuxWV 235 — Suite en mi mineur
- BuxWV 236 — Suite en mi mineur
- BuxWV 237 — Suite en mi mineur
- BuxWV 238 — Suite en fa majeur
- BuxWV 239 — Suite en fa majeur
- BuxWV 240 — Suite en sol majeur
- BuxWV 241 — Suite en sol mineur
- BuxWV 242 — Suite en sol mineur
- BuxWV 243 — Suite en la majeur
- BuxWV 244 — Suite en la mineur

#### Variations (245-251)
- BuxWV 245 — Courant zimble et huit variations en la mineur
- BuxWV 246 — Aria et dix variations in ut majeur
- BuxWV 247 — Aria More Palatino et douze variations en ut majeur
- BuxWV 248 — Aria Rofilis et trois variations en ré mineur (sur un thème de Jean-Baptiste Lully)
- BuxWV 249 — Aria et trois variations en la mineur
- BuxWV 250 — Aria La Capricciosa et trente-deux variations en sol majeur
- BuxWV 251 — Die Natur oder Eigenschafft der Planeten, sept suites (perdu)

### Musique de chambre (252-275)

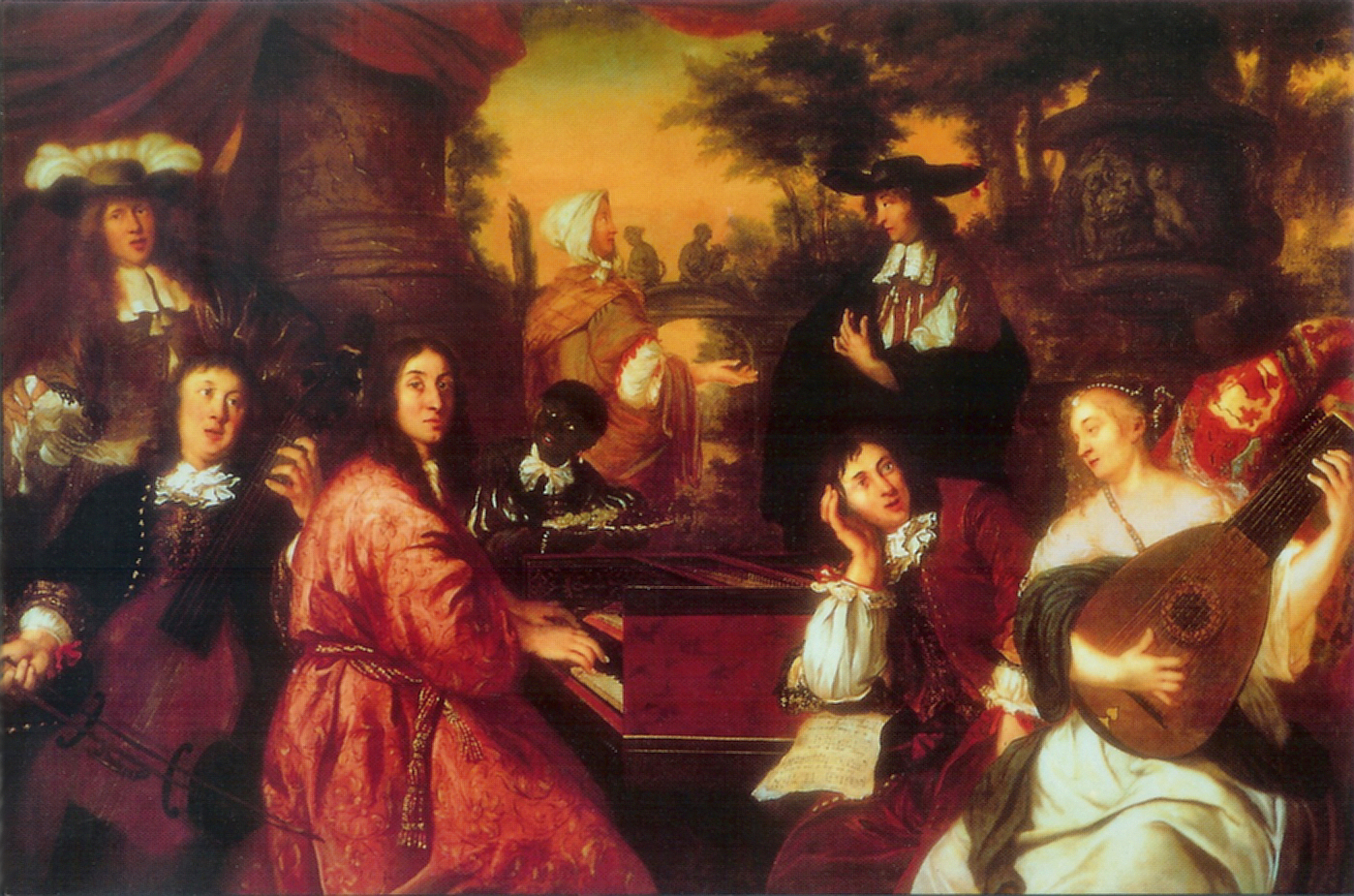
Scène de musique dans un intérieur, par Johannes Voorhout (1674). Dietrich Buxtehude, jouant de la viole de gambe (à gauche), côtoie Reinken.

#### Sept sonates en trio pour violon, viole de gambe et basse continue, op. 1 (c. 1694) (252-258)
- BuxWV 252 — Sonate I en fa majeur
- BuxWV 253 — Sonate II en sol majeur
- BuxWV 254 — Sonate III en la mineur
- BuxWV 255 — Sonate IV en si bémol majeur
- BuxWV 256 — Sonate V en ut majeur
- BuxWV 257 — Sonate VI en ré mineur
- BuxWV 258 — Sonate VII en mi mineur

#### Sept sonates en trio pour violon, viole de gambe et basse continue, op. 2 (1696) (258-265)
- BuxWV 259 — Sonate I en si bémol majeur
- BuxWV 260 — Sonate II en ré majeur
- BuxWV 261 — Sonate III en sol mineur
- BuxWV 262 — Sonate IV en ut mineur
- BuxWV 263 — Sonate V en la majeur
- BuxWV 264 — Sonate VI en mi majeur
- BuxWV 265 — Sonate VII en fa majeur

#### Autres sonates (266-275)
- BuxWV 266 — Sonate en ut majeur pour deux violons, viole de gambe et basse continue
- BuxWV 267 — Sonate en ré majeur pour viole de gambe, violone et basse continue
- BuxWV 268 — Sonate en ré majeur pour viole de gambe et basse continue
- BuxWV 269 — Sonate en fa majeur pour deux violons, viole de gambe et basse continue
- BuxWV 270 — Sonate en fa majeur pour deux violons et basse continue (fragment)
- BuxWV 271 — Sonate en sol majeur pour deux violons, viole de gambe et basse continue
- BuxWV 272 — Sonate en la mineur pour violon, viole de gambe et basse continue
- BuxWV 273 — Sonate en si bémol majeur, pour violon, viole de gambe et basse continue [version antérieure de BuxWV 255 avec suite]
- BuxWV 274 — Sonate à 2 et à 3 violons, viole de gambe et basse continue (perdue)
- BuxWV 275 — Sonatina forte con molti violini doi oboi (perdue)

## Appendice (Anh. 1-15)

### Œuvres d'attribution douteuse (Anh. 1-8)
- BuxWV Anh. 1 — Magnificat anima mea Domine
- BuxWV Anh. 2 — Man singet mit Freuden vom Sieg
- BuxWV Anh. 3 — Oratorio Das jüngste Gericht [également titré Wacht! Euch zum Streit]
- BuxWV Anh. 4 — Natalia Sacra (perdu)
- BuxWV Anh. 5 — Sonate pour orgue en ré mineur
- BuxWV Anh. 6 — Courante pour clavecin en ré mineur
- BuxWV Anh. 7 — Courante pour clavecin en sol majeur
- BuxWV Anh. 8 — Sinfonia pour clavecin en sol majeur

### Œuvres d'attribution erronée (Anh. 9-15)
- BuxWV Anh. 9 — Cantate Erbam dich mein, o Herre Gott (œuvre de Ludwig Busbetzky)
- BuxWV Anh. 10 — Psaume Laudate Dominum omnes gentes (œuvre de Lovies Busbetzky)
- BuxWV Anh. 11 — Prélude de choral Erhalt uns Herr, bei deinem Wort pour orgue [manualiter] (œuvre d'auteur inconnu, peut-être Johann Pachelbel ou Georg Böhm)
- BuxWV Anh. 12 — Suite pour clavecin en ré mineur (œuvre de Nicolas Lebègue, second livre de clavecin, n° 1)
- BuxWV Anh. 13 — Suite pour clavecin en sol mineur (œuvre de Nicolas Lebègue, second livre de clavecin, n° 2)
- BuxWV Anh. 14 — Prélude de choral Christ lag in Todesbanden pour orgue (œuvre de Nicolaus Vetter)
- BuxWV Anh. 15 — Missa (Kyrie) (œuvre de J. Bocksdehude)